# 응치멩

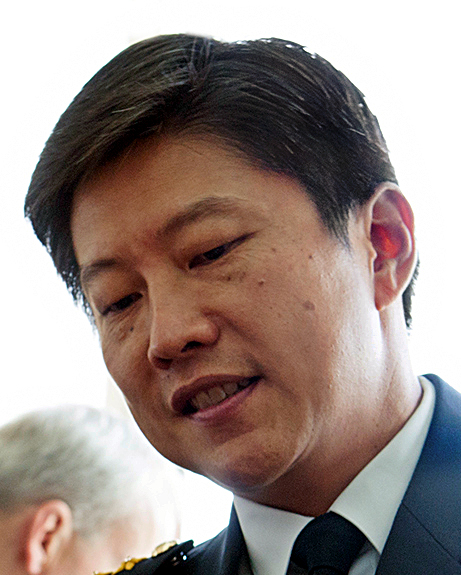

응치멩(영어: Ng Chee Meng, 1968년 8월 8일 ~ )은 싱가포르의 군인 출신 정치인이다.
집권 인민행동당(PAP) 소속인 그는 2018년 5월 1일 이래 전국노동조합총회(NTUC) 사무총장직을 수행하고 있는 중이다. 2018년 5월 1일부터 2020년 7월 26일까지 총리실 장관을, 2016년 11월 1일부터 2018년 4월 30일까지 교육부 장관(학교 담당)을 지냈다(2015년 10월 1일부터 대행). 2015년 9월 11일부터 2020년 6월 23일까지 파시르리스-풍골 집단선거구(북풍골)의 국회의원을 역임하기도 했다.
정계 입문 전에는 2013년 3월 27일부터 2015년 8월 18일까지 제8대 싱가포르군 군의장을 지냈으며, 직책은 중장이었다. 이전에는 2009년 12월 10일부터 2013년 3월 25일까지 싱가포르 공화국 공군의장을 지냈다.
군 생활을 마감한 이후에는 정계에 입문하였으며, 파시르리스-풍골 집단선거구에 인민행동당 후보 중 한 명으로 출마해 당선되었다.
2015년 10월 1일부터 2016년 11월 1일까지 교통부 국무원 장관을 지냈으며, 2016년 11월 1일부터 2018년 4월 30일까지 교통부 제2장관을 지냈다.
2020년 총선에는 새로 신설된 셍캉 집단선거구에 집권 인민행동당 후보 중 하나(현직 3명+신인 1명)로 출마했으며, 허팅루 및 3명의 신인으로 구성된 노동당 측 조와 맞붙게 되었으나 낙선했다. 인민행동당에 입당한 군인으로서는 가장 높은 자리를 차지한 인물이었지만, 동시에 싯아이미 이후 두 번째로 낙선한 초선 의원 출신 장관으로 기록되었으며, 2011년 총선 당시 알주니드 집단선거구에 출마했다가 낙선한 조지 예오 및 림휘화 이후 세 번째로 지역구에서 낙선한 현직 장관이라는 불명예를 안기게 되었다.